# Hong Kong and China Gas

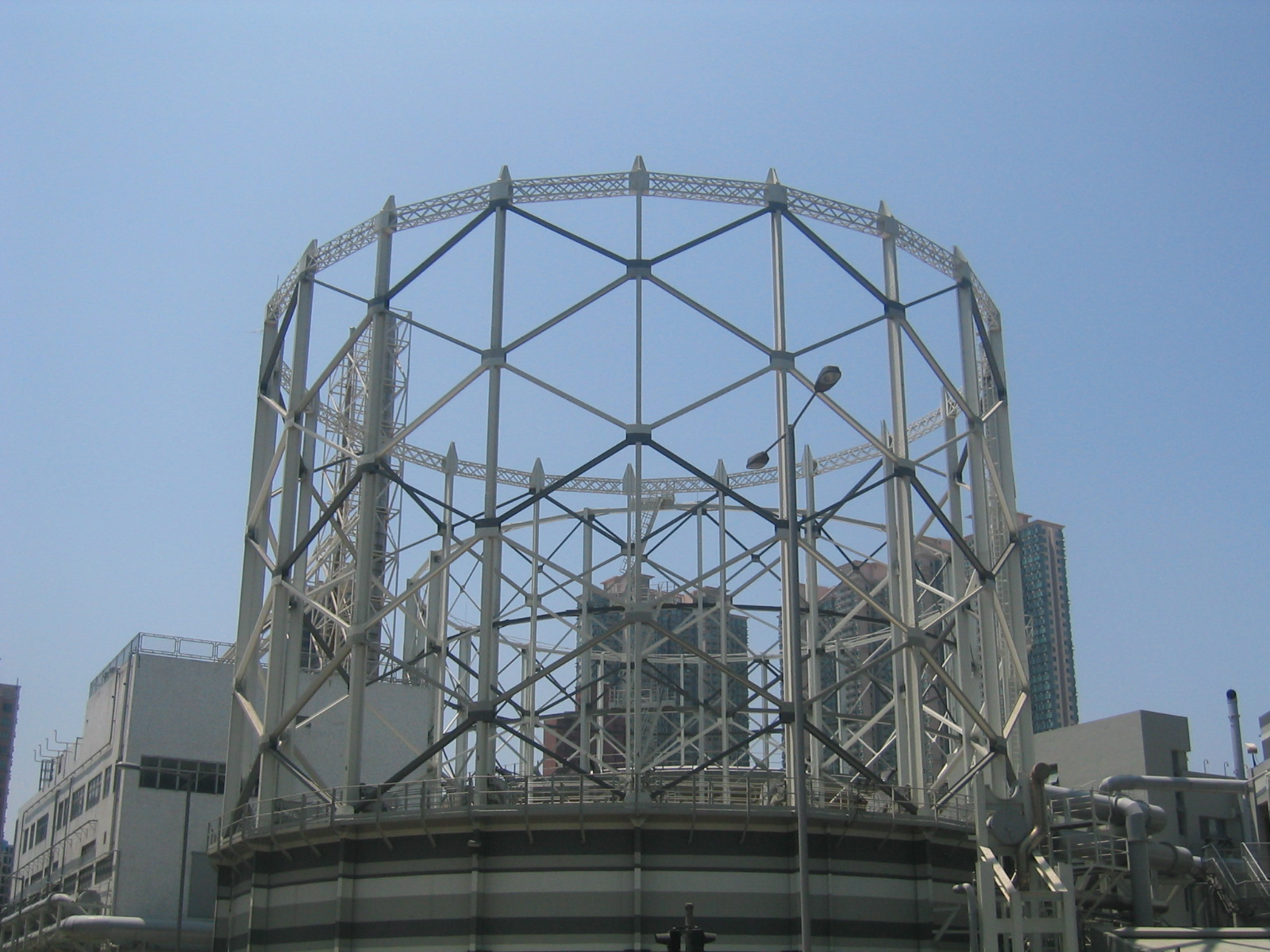
Le gazomètre de l'entreprise a Ma Tau Kok, Hong Kong.

The Hong Kong and China Gas Company Limited (chinois : 香港中華煤氣有限公司), plus communément appelé Towngas (Gaz de Ville), est le seul fournisseur de gaz de ville de Hong Kong.  Fondée en 1862, c'est une des plus anciennes sociétés cotées en bourse du territoire.
C'est la plus grosse entreprise de travaux publics de Hong Kong, et elle fournit le gaz de ville à 85 % des foyers Hongkongais ainsi qu'à des clients commerciaux et industriels. Elle a de nombreuses coentreprises dans la fourniture de gaz en République populaire de Chine, où elle a aussi commencer à investir dans la distribution d'eau potable et le traitement des eaux usées. Elle s'engage aussi dans des projets de promotion immobilière, notamment l'International Finance Centre (part de 15 %), Grand Promenade (part de 50 %) et Grand Waterfront, à Hong Kong avec son actionnaire principal.
Selon les documents officiels, Henderson Land Development (HLD) est le plus important actionnaire de l'entreprise, possédant 37,15 % des parts au 31 décembre 2005. Les actions sont détenues par la filiale cotée de HLD, Henderson Investment. Lee Shau Kee, président de Henderson, est aussi Président de Towngas. Parmi les 10 directeurs de l'entreprise, trois sont également directeurs ou vice-présidents de Henderson.

## Histoire
Début 1862, la concession pour la fourniture de gaz à la ville de Victoria, désormais connue sous le nom de Central, fut obtenue du gouverneur Hercules Robinson par William Glen, un nouveau venu dans l'industrie du gaz. La création de l'entreprise a eu lieu le 31 mai 1862 et au 3 décembre 30 kilomètres de tuyaux et 500 becs de gaz étaient en place le long de Queen's Road et d'Upper Valley Road. À Kowloon, les habitants ont continué à utiliser des bougies et des lampes à huile jusqu'à l'installation du gaz 28 ans plus tard. L'usine originale de production de l'entreprise, la première en Asie, se situait en front de mer a West Point près de Whitty Street et fournissait du gaz pour l'éclairage des bureaux de Jardine Matheson Holdings, le Dispensaire de Hong Kong et l'Hôtel de Hong Kong. Pendant 80 ans l'usine était alimentée au charbon et produisait 3 400 m3 de gaz par jour. Elle était contrôlée directement depuis le Royaume-Uni jusqu'en 1954 lorsque l'entreprise locale Wheelock & Co a pris une part majoritaire et déplacé le siège de l'entreprise vers Hong Kong.
En 2011, les quatre seules lampes installées par l'entreprise ayant survécu sont situées en haut et en bas d'un escalier en granit reliant Ice House Street et Duddell Street. Elles sont toujours maintenues par Towngas, et le site a été déclaré monument historique de Hong Kong (en:Declared monuments of Hong Kong).

## Tentative de prise de contrôle par la société mère
Le 3 octobre 2007, l'entreprise a proposé de payer au prix du marche la prise de contrôle de Towngas. Elle acquerrait la part de 39,06 % de Towngas détenue par Henderson Investment pour 32,86 milliards de Dollars de Hong Kong en cash et en obligations convertibles. Les actionnaires minoritaires de Henderson Investment, détenant 30,73 % des parts, recevraient 204.1 millions d'actions Henderson Land et 1.19 milliard de dollars de Hong Kong en cash. Cette offre a été considérée comme favorable à Henderson Land par les analystes et David Webb a critiqué l'offre, en reprochant à Henderson d'acquérir cette participation au rabais, sans payer aucune prime de contrôle aux actionnaires minoritaires de Henderson Investment, qui deviendrait virtuellement une société écran après le transfert de cette participation.
Le 7 novembre, Henderson a amélioré l'offre pour apaiser les actionnaires minoritaires (et principalement Elliott Capital) en portant la partie versée en cash à HK2,24 $ par action. Le 7 décembre 2007, Henderson a acquis le soutien des actionnaires pour l'opération.

## Explosion de Ngau Tau Kok
Le 11 avril 2006, une explosion due a une fuite de gaz de ville à Ngau Tau Kok tua deux personnes et en blessa neuf autres.

## Autres
- Henderson Land Development
- Towngas China
- Gaz d'éclairage
- Duddell Street